# Атабаски Аляски

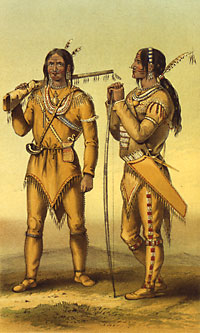
Охотники народа гвичин в Форт-Юконе
(Иллюстрация Alexander Hunter Murray's из журнала, 1847 год)

Атабаски Аляски или Атапаски Аляски — коренные жители Аляски; индейцы северо-атабаскской этнолингвистической группы, проживающие на территории внутренних районов штата Аляска (США).
По языковому принципу выделяют 11 группː
- денаина или танаина (Ht’ana)[1]
- атна или атабаски реки Коппер (Hwt’aene)
- дег-хитан или ингалик (Hitʼan)
- холикачук (Hitʼan)
- коюкон (Hut’aane)
- верхние кускоквим или колчак (Hwt’ana)
- танана или нижние танана (Kokht’ana)
- танакросс (Koxt’een)
- верхние танана (Kohtʼiin)
- гвичин или кутчин (Gwich’in)[2]
- хан (Hwëch’in)[2]

Культура атабасков Аляски — речное рыболовство (прибрежное для танаина) и охота—собирательство. У атабасков матриархальная форма общества, где власть принадлежит матерям семейств (кланов).